# Linia kolejowa Leipzig-Wahren – Leipzig Hbf
Linia kolejowa Leipzig-Wahren – Leipzig Hbf – zelektryfikowana linia kolejowa w Niemczech, w Saksonii. Biegnie od stacji Leipzig-Wahren do głównego dworca w Lipsku i jest częścią pierwotnej trasy Magdeburg-Leipziger Eisenbahn. Dziś służy ona wyłącznie pociągom S-Bahn Mitteldeutschland.